# 山田村ワルツ
『山田村ワルツ』（やまだむらワルツ）は、1988年2月11日に公開された日本映画。監督は金子修介。
過疎な農村に住む若者たちの花嫁ハンティングの奮闘をスラップスティック・コメディで描いている。舞台の「山田村」はフィクションであり、語尾に「っぴゃ」とつける方言もオリジナルである。

## あらすじ
東北のド田舎な農村・山田村。過疎化が進み、若い女は村を去り都会へと逃げ、嫁不足となっていた。村の青年・光一と仲間たちは、村がセッティングしてくれたお見合いに臨むが、ことごとく撃沈されてしまう。そんな時、スランプで筆が進まなくなっていた作家･綾小路麗花が山田村にやって来た。村の特産のヤマダボチャを育てていたハナと知り合い、麗花は山田村のド田舎ぶりに安らぎを感じるようになっていた。
一方、見合いが空振りに終わった村は起死回生の策として、長い間途絶えていた村の奇祭「おたふく祭り」を再現することにした。光一らはその祭りに臨む。

## キャスト
- 庵光一（青年団長）：天宮良
- 神田貫太郎（花火師）：米山善吉
- 近藤ヤスオ（僧侶）：我王銀次
- 佐々木譲（医者）：上杉祥三
- 庵次郎（光一の弟）：西川弘志
- 綾小路麗花（スランプ気味の女流作家）：小沢なつき
- ゆりえ（TVレポーター）：村上里佳子
- 堤ハナ（農家）：北林谷栄
- 庵有希子（光一の妹。村を捨て上京する）：小川菜摘
- 庵太郎（光一の祖父）：浜村純
- 東京からのお見合い相手：（ラン）浅野なつみ、（スー）新井薫子、（ミキ）川田あつ子
- 神田亘（貫太郎の父）：ハナ肇
- 桃桜（TVプロデューサー）：石井光三
- 助役：常田富士男
- 捨てる男：山下真司
- バスの運転手：ビートきよし
- 東京からのバンド：米米クラブ
- 書籍編集者：渡辺正行、小宮孝泰、伊藤克信
- 石井富子、山崎美貴、林優枝、江藤漢、草薙良一　ほか

## スタッフ
- 監督：金子修介
- 脚本：一色伸幸
- 主題歌：山田実とトップゴージャス（米米クラブ）「嫁津波」
- 挿入歌：小沢なつき「卒業」
- 音楽：大谷幸
- 撮影：高間賢治
- 美術：山口修
- 録音：井家真紀夫
- 編集：飯塚勝
- 助監督：栃原広昭、猪腰弘之、篠原哲雄
- 音響効果：宮田音響（橋本正二、糸川幸良）
- 火薬効果：大平特殊効果
- ロケ協力：大子町
- 現像：東京現像所
- プロデューサー：末吉博彦、進藤淳一、天野真弓
- 企画：本間文子、鈴木ワタル
- 制作協力：株式会社フィルムフェイス
- 企画制作：株式会社エムツーアールエフ
- 製作総指揮：南部靖之
- 製作協力：バンダイ、鎌倉スーパーステーション
- 製作：テンポラリーセンター
- 配給：松竹